# Pull Up (песня Уиза Халифы)
«Pull Up» — песня американского рэпера Уиза Халифы, записанная при участии американского певца и рэпера Lil Uzi Vert. Она была выпущена 24 мая 2016 года в качестве сингла на лейбле Atlantic Records.

## Музыкальное видео
24 мая 2016 года, в день выхода сингла, на официальном YouTube-аккаунте было опубликовано аудио-видео для песни, а 14 июля 2016 года состоялся официальный релиз видеоклипа на трек.

## Список композиций
| №  | Название                             | Длительность |
| -- | ------------------------------------ | ------------ |
| 1. | «Pull Up» (при участии Lil Uzi Vert) | 3:27         |

## Чарты
| Чарт (2016)                            | Высшая позиция |
| -------------------------------------- | -------------- |
| США (Billboard Bubbling Under Hot 100) | 20             |
| США (Billboard Hot R&B/Hip-Hop Songs)  | 49             |

## Сертификации
| Регион                                                       | Сертификация | Продажи |
| ------------------------------------------------------------ | ------------ | ------- |
| США (RIAA)                                                   | Золотой      | 500 000 |
| * Данные о продажах приведены только на основе сертификации. |              |         |

## История релиза
| Дата             | Формат                        | Лейбл            | Прим. |
| ---------------- | ----------------------------- | ---------------- | ----- |
| 24 мая 2016 года | цифровая дистрибуция стриминг | Atlantic Records | [ 8 ] |